# Grand Prix Formule 1 van Australië 2011

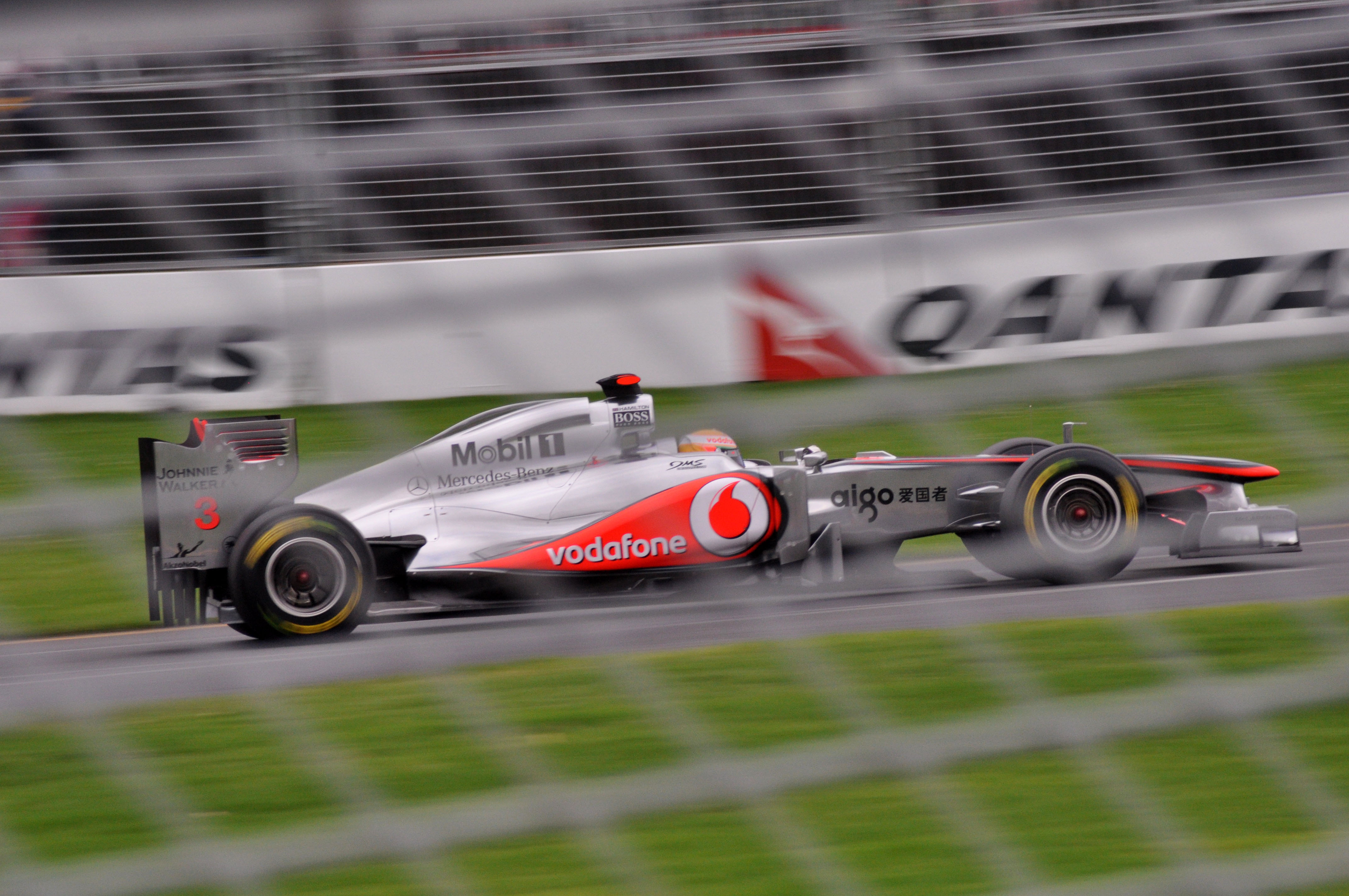
Lewis Hamilton moest Sebastian Vettel laten gaan, maar de Brit bleef de rest van het veld, onder aanvoering van de verrassend sterk rijdende Vitali Petrov, ruimschoots voor.

De Grand Prix Formule 1 van Australië 2011 werd op 27 maart 2011 verreden op het Circuit Albert Park. Na het annuleren van de Grand Prix van Bahrein was dit de eerste race van het seizoen.
Sebastian Vettel van het Red Bull Racing team pakte de poleposition voor deze race, voor de verrassend sterke Lewis Hamilton van McLaren en Red Bull-teamgenoot Mark Webber. Door de herinvoering van de 107%-regel wisten beide HRT-coureurs zich niet te kwalificeren.
Sebastian Vettel wist op de zondag zonder enige moeite zijn eerste plaats te behouden. De verdedigend kampioen won voor Lewis Hamilton en Renault-coureur Vitali Petrov. Dit was diens eerste podiumfinish in de Formule 1 en ook de eerste keer in de geschiedenis, dat er een Russische coureur op het Formule 1-podium stond. Sauber-coureurs Sergio Pérez en Kamui Kobayashi, die aanvankelijk op de posities zeven en acht eindigden, werden beiden gediskwalificeerd, omdat hun auto's niet voldeden aan het technische reglement.

## Kwalificatie
| Pos                 | No | Coureur            | Constructeur         | Q1       | Q2        | Q3       | Grid |
| ------------------- | -- | ------------------ | -------------------- | -------- | --------- | -------- | ---- |
| 1                   | 1  | Sebastian Vettel   | Red Bull-Renault     | 1:25.296 | 1:24.090  | 1:23.529 | 1    |
| 2                   | 3  | Lewis Hamilton     | McLaren-Mercedes     | 1:25.384 | 1:24.595  | 1:24.307 | 2    |
| 3                   | 2  | Mark Webber        | Red Bull-Renault     | 1:25.900 | 1:24.658  | 1:24.395 | 3    |
| 4                   | 4  | Jenson Button      | McLaren-Mercedes     | 1:25.886 | 1:24.957  | 1:24.779 | 4    |
| 5                   | 5  | Fernando Alonso    | Ferrari              | 1:25.707 | 1:25.242  | 1:24.974 | 5    |
| 6                   | 10 | Vitali Petrov      | Renault              | 1:25.543 | 1:25.582  | 1:25.247 | 6    |
| 7                   | 8  | Nico Rosberg       | Mercedes             | 1:25.856 | 1:25.606  | 1:25.421 | 7    |
| 8                   | 6  | Felipe Massa       | Ferrari              | 1:26.031 | 1:26.611  | 1:25.599 | 8    |
| 9                   | 16 | Kamui Kobayashi    | Sauber-Ferrari       | 1:25.717 | 1:25.405  | 1:25.626 | 9    |
| 10                  | 18 | Sébastien Buemi    | Toro Rosso-Ferrari   | 1:26.232 | 1:25.882  | 1:27.066 | 10   |
| 11                  | 7  | Michael Schumacher | Mercedes             | 1:25.962 | 1:25.971  |          | 11   |
| 12                  | 19 | Jaime Alguersuari  | Toro Rosso-Ferrari   | 1:26.620 | 1:26.103  |          | 12   |
| 13                  | 17 | Sergio Pérez       | Sauber-Ferrari       | 1:25.812 | 1:26.108  |          | 13   |
| 14                  | 15 | Paul di Resta      | Force India-Mercedes | 1:27.222 | 1:26.739  |          | 14   |
| 15                  | 12 | Pastor Maldonado   | Williams-Cosworth    | 1:26.298 | 1:26.768  |          | 15   |
| 16                  | 14 | Adrian Sutil       | Force India-Mercedes | 1:26.768 | 1:31.407  |          | 16   |
| 17                  | 11 | Rubens Barrichello | Williams-Cosworth    | 1:26.270 | geen tijd |          | 17   |
| 18                  | 9  | Nick Heidfeld      | Renault              | 1:27.239 |           |          | 18   |
| 19                  | 20 | Heikki Kovalainen  | Lotus–Renault        | 1:29.254 |           |          | 19   |
| 20                  | 21 | Jarno Trulli       | Lotus–Renault        | 1:29.342 |           |          | 20   |
| 21                  | 24 | Timo Glock         | Virgin–Cosworth      | 1:29.858 |           |          | 21   |
| 22                  | 25 | Jérôme d'Ambrosio  | Virgin–Cosworth      | 1:30.822 |           |          | 22   |
| 107% tijd: 1:31.266 |    |                    |                      |          |           |          |      |
| 23                  | 23 | Vitantonio Liuzzi  | HRT–Cosworth         | 1:32.978 |           |          | DNQ  |
| 24                  | 22 | Narain Karthikeyan | HRT–Cosworth         | 1:34.293 |           |          | DNQ  |

## Race
| Pos | No | Coureur            | Constructeur         | Rondes | Tijd/Oorzaak uitval | Grid | Punten |
| --- | -- | ------------------ | -------------------- | ------ | ------------------- | ---- | ------ |
| 1   | 1  | Sebastian Vettel   | Red Bull-Renault     | 58     | 1:29:30.259         | 1    | 25     |
| 2   | 3  | Lewis Hamilton     | McLaren-Mercedes     | 58     | +22.297             | 2    | 18     |
| 3   | 10 | Vitali Petrov      | Renault              | 58     | +30.560             | 6    | 15     |
| 4   | 5  | Fernando Alonso    | Ferrari              | 58     | +31.772             | 5    | 12     |
| 5   | 2  | Mark Webber        | Red Bull-Renault     | 58     | +38.171             | 3    | 10     |
| 6   | 4  | Jenson Button      | McLaren-Mercedes     | 58     | +54.304             | 4    | 8      |
| 7   | 6  | Felipe Massa       | Ferrari              | 58     | +1:25.186           | 8    | 6      |
| 8   | 18 | Sébastien Buemi    | Toro Rosso-Ferrari   | 57     | +1 ronde            | 10   | 4      |
| 9   | 14 | Adrian Sutil       | Force India-Mercedes | 57     | +1 ronde            | 16   | 2      |
| 10  | 15 | Paul di Resta      | Force India-Mercedes | 57     | +1 ronde            | 14   | 1      |
| 11  | 19 | Jaime Alguersuari  | Toro Rosso-Ferrari   | 57     | +1 ronde            | 12   |        |
| 12  | 9  | Nick Heidfeld      | Renault              | 57     | +1 ronde            | 18   |        |
| 13  | 21 | Jarno Trulli       | Lotus-Renault        | 56     | +2 ronden           | 20   |        |
| 14  | 25 | Jérôme d'Ambrosio  | Virgin-Cosworth      | 54     | +4 ronden           | 22   |        |
| NC  | 24 | Timo Glock         | Virgin-Cosworth      | 49     | +9 ronden           | 21   |        |
| DNF | 11 | Rubens Barrichello | Williams-Cosworth    | 48     | Transmissie         | 17   |        |
| DNF | 8  | Nico Rosberg       | Mercedes             | 22     | Ongeval             | 7    |        |
| DNF | 20 | Heikki Kovalainen  | Lotus-Renault        | 19     | Waterlek            | 19   |        |
| DNF | 7  | Michael Schumacher | Mercedes             | 19     | Ongeval             | 11   |        |
| DNF | 12 | Pastor Maldonado   | Williams-Cosworth    | 9      | Transmissie         | 15   |        |
| DSQ | 17 | Sergio Pérez       | Sauber-Ferrari       | 58     | Gediskwalificeerd   | 13   |        |
| DSQ | 16 | Kamui Kobayashi    | Sauber-Ferrari       | 58     | Gediskwalificeerd   | 9    |        |

## Noot
- Dit was het debuut van de Venezolaanse coureur (en toekomstig Grand Prix-winnaar) Pastor Maldonado, de Mexicaanse coureur (en toekomstig Grand Prix-winnaar) Sergio Pérez, de Britse coureur Paul di Resta, en de Belgische coureur Jérôme d'Ambrosio.
- Eerste podiumplaats voor Vitaly Petrov en voor een Russische coureur.

1949 · 1985 · 1986 · 1987 · 1988 · 1989 · 1990 · 1991 · 1992 · 1993 · 1994 · 1995 · 1996 · 1997 · 1998 · 1999 · 2000 · 2001 · 2002 · 2003 · 2004 · 2005 · 2006 · 2007 · 2008 · 2009 · 2010 · 2011 · 2012 · 2013 · 2014 · 2015 · 2016 · 2017 · 2018 · 2019 · 2020 · 2021 · 2022 · 2023 · 2024 · 2025